# Bradley Lawson
Bradley Colgate Lawson (Honolulu, 2 agosto 1989) è un pallavolista statunitense.
Gioca nel ruolo di schiacciatore.

## Carriera
La carriera di Bradley Lawson inizia a livello giovanile con la formazione dell'Outrigger Canoe Club, giocando contemporaneamente anche a livello scolastico per la formazione della 'Iolani School; nello stesso periodo entra a far parte delle selezioni giovanili statunitensi, vincendo la medaglia d'argento al campionato nordamericano Under-19 2006 e quella di bronzo al campionato nordamericano Under-21 2008.
Terminate le scuole superiori, gioca a livello universitario con la squadra Stanford University: prende parte alla Division I NCAA dal 2009 al 2012, vincendo il titolo nel 2010, durante il suo sophomore year, e ricevendo il premio di MVP, condiviso col compagno di squadra Kawika Shoji; nel corso della carriera universitaria riceve diversi riconoscimenti individuali, sia a livello nazionale che a livello di conference.
Nella stagione 2012-13 inizia la carriera professionistica, ingaggiato nella 1. Bundesliga tedesca dal Chemie Volley Mitteldeutschland. Durante l'estate del 2013 si infortuna giocando a beach volley, venendo costretto a sottoporsi ad un intervento chirurgico; terminato il periodo di riabilitazione, nel gennaio 2014 va a giocare nella Volley League greca col PAOK Salonicco per la seconda parte del campionato 2013-14.

## Palmarès

### Club
- NCAA Division I: 1

2010

### Nazionale (competizioni minori)
- Campionato nordamericano Under-19 2006
- Campionato nordamericano Under-21 2008

### Premi individuali
- 2010 - All-America First Team
- 2010 - Division I NCAA statunitense: Palo Alto National MPV
- 2011 - All-America First Team
- 2012 - All-America First Team